# Тобол (футбольный клуб, Костанай)
«Тобо́л» (каз. Тобыл Футбол Клубы) — казахстанский профессиональный футбольный клуб из города Костанай. Основан в 1967 году. Двукратный чемпион Казахстана 2010 и 2021 года, победитель Кубка Интертото 2007 года, двукратный обладатель Кубка Казахстана 2007 и 2023 годов и трёхкратный обладатель Суперкубка Казахстана 2021, 2022 и 2024 годов.

## История

### «Автомобилист» в 1910—1981 годах

«Автомобилист» в 1967 году

Впервые об игре с мячом в Костанае упоминается в первом номере местной газеты «Степные отголоски» от 4 апреля 1910 года. Известно, что первым познакомил местную молодёжь с правилами игры в футбол в 30-е годы XX века В. Г. Дегтярев.
После войны, начиная с 1946 года, команда области принимала участие в чемпионате Казахской ССР среди коллективов физкультуры. В 1948 году костанайский «Химик» одержал победу с самым крупным счётом среди 13 команд. Матч между «Химиком» и «Судостроителем» закончился со счётом 13:0.
В 1966 году в этих соревнованиях от области стала принимать участие команда «Торпедо». В 1967 году кустанайские футболисты впервые принимали участие в первенстве страны. Команда выступала среди 19 команд в уральской зоне РСФСР класса «Б». Старшим тренером команды был Владимир Андреевич Сухоставский. Большинство футболистов были 1948—1949 гг. рождения. Первый матч на уровне команд мастеров в Кустанае на стадионе «Трудовые резервы» состоялся 11 мая 1967 года. Это была игра на предварительный этап Кубка СССР, в которой «Автомобилист» принимал «Химик» из города Салавата Башкирской АССР. В своём первом сезоне, победив в 4 матчах, при 12 ничьих и 20 поражениях, «Автомобилист» занял последнее 19-е место.
В 1968 году «Автомобилист» перешёл в казахстанскую зону, где в соперничестве с двадцатью командами, под руководством нового тренера Юрия Мартимьяновича Петрова и тренера Бориса Александровича Асадулина занял 9-е место. В 1969 году команда под руководством Юрия Петрова и Филиппа Бурсаниди опустилась на одну строчку. В декабре 1970 года было принято Постановление Комитета по физической культуре и спорту при Совете Министров СССР «О проведении соревнований для команд класса „А“ по трём лигам: высшей, первой и второй». Кустанайская команда, исходя из занятого места в сезоне, в отведённое (124) количество команд не вошла и выступала в первенстве Казахстана среди коллективов физкультуры.

### «Энергетик» в 1982—1989 годах
В 1982 году в 8-й зоне второй лиги дебютировала команда «Энергетик» (Кустанай) — команда предприятия Северных электрических сетей РУЭХ «Кустанайэнерго». В 1981 году, успешно выступив в первенстве Казахской ССР среди команд физкультуры, коллектив Кустанайского педагогического института «Буревестник» завоевал право областному центру представлять футбол на первенстве СССР во 2-й лиге. Команда почти полностью сохранила состав игроков, завоевавших право участия в лиге мастеров, пригласив лишь несколько новых футболистов. Одержав 13 побед в 36 матчах, «Энергетик» занял 13-е место среди 19 команд. Главным тренером был Геннадий Макаренко. Начальником команды — Владимир Попов, тренер — Геннадий Ерзунов. В середине сезона вместо Макаренко на место главного тренера пришёл В. Нурпеисов.
В 1983 году в «Энергетике» произошли изменения. Закончили свои выступления в большом футболе Рафик Балбабян и Евгений Петров. В команду были приглашены молодые игроки. В итоговой турнирной таблице «Энергетик» занял 14-е место. Но уже в следующем сезоне кустанайцы поднялись вверх. В 1984 году команду возглавил Александр Борн. Старшим тренером стал Александр Миллер. В сентябре в Костанае состоялся первый международный товарищеский матч со сборной Лаоса, «Энергетик» победил 5:1. Впервые за три года команда в итоговой турнирной таблице оказалась выше второго десятка, заняв 6-е место и победив в 18-ти встречах. Из 180 команд второй лиги лишь «Энергетик» и «Динамо» (Самарканд) в том сезоне не проиграли на своём поле.

### «Кустанаец» в 1990—1991 годах
В 1990 и 1991 годах во второй низшей лиге СССР играла команда «Кустанаец». В 1990 году заняла 5-е место в восьмой зоне, в следующем году — 3-е.

### «Химик» в 1992—1994 годах
В первом национальном чемпионате Казахстана Костанай представляла команда «Химик». Тренировал команду Вячеслав Цапаев. Клуб занял тринадцатое место из 24-х. Лучшим бомбардиром команды в сезоне с четырнадцатью голами стал ветеран клуба Вельман.
В сезоне 1993 года команду продолжал тренировать Вячеслав Цапаев, которому помогали играющий тренер — его брат Виктор, и ветеран костанайского тренерского цеха Геннадий Макаренко. На предварительном этапе «Химик» в подгруппе «Б» занял четвёртое место, а в итоговой таблице — восьмое из двадцати пяти команд. Низовцев и Малышев на двоих забили 35 из 61 голов команды. По итогам сезона двадцатидвухлетний Максим Низовцев вошёл в число 33-х лучших футболистов.
В 1994 году количество команд было сокращено до шестнадцати. По итогам третьего чемпионата команда заняла десятое место. Лучшим бомбардиром команды в сезоне с девятнадцатью голами стал Максим Низовцев, который вновь вошёл в число 33-х лучших футболистов.

### «Тобол» в 1995—2002 годах

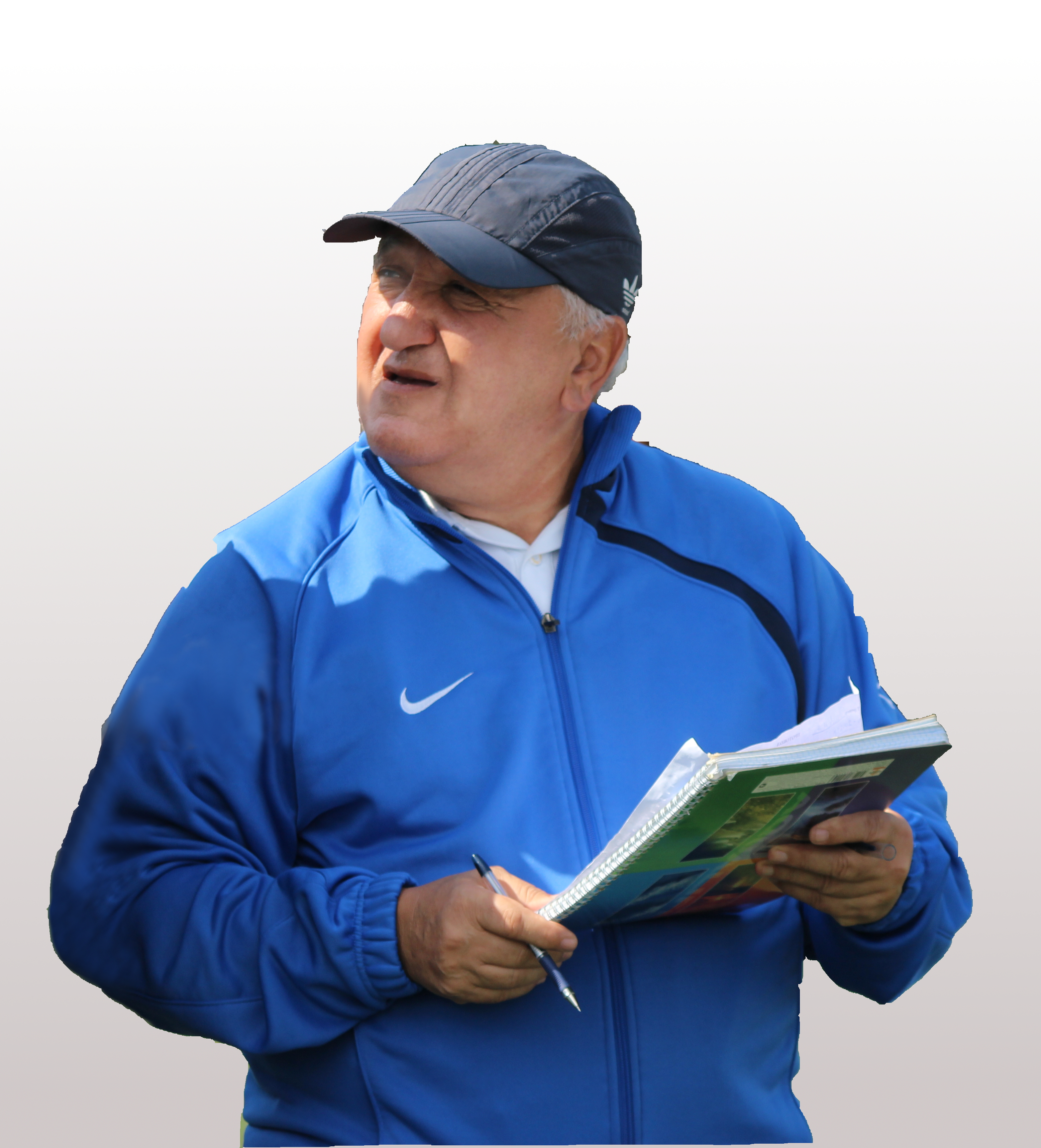
Руководитель футбольного центра «Тобола» Рафик Балбабян

Начиная с 1995 года клуб стал именоваться «Тобол». Под руководством тренера Геннадия Макаренко из 30 матчей выиграл лишь десять и занял двенадцатое место. В команду были приглашены молодые футболисты: Олег Феоктистов, Валерий Гаркуша, Анатолий Вишниченко, Олег Царицон, Сергей Масленов, Марат Суртебаев, Игорь Пиняев, Валерий Гоморов, Андрей Акинин и Владимир Фадеев. Клуб покинул лидер атак последних лет Максим Низовцев, который уехал в Россию. Лучшим бомбардиром «Тобола» стал партнёр Низовцева по атаке Олег Малышев, который отличился тринадцать раз.
В итоговой турнирной таблице 5-го чемпионата страны «Тобол» оказался на одиннадцатом месте. Вновь лучшим бомбардиром команды стал Малышев (13). Гол, забитый Феоктистовым в возрасте 16 лет, вошёл в историю костанайского футбола.
Два года в Кустанае отсутствовала профессиональная команда. Почти все игроки разъехались в другие клубы. Лишь в 1999 году были найдены финансовые возможности для возрождения команды. Почти все футболисты вернулись в «Тобол». Из степногорского «Химика» — Уразов и Копжасаров, из «Батыра» — Попырко, Вишниченко, Горналев, из «Астаны» — Масленов и Кушебин, из «Булата» — Суртебаев, из «Нарына» — Феоктистов, из омского «Иртыша» — Близнюк. Также к команде присоединились Андрей Ненашев и Дмитрий Бидулька из «Батыра», Юрий Звонаренко и Игорь Поляков из «Астаны». Прибыла большая группа футболистов с Украины — Петр Дидык, Валерий Цюра, Игорь Щербина, Петр Бадло, Евгений Беззубко, Андрей Добрянский. Возглавляли коллектив те же тренеры, что работали с ним и два года назад — Г. Макаренко, В. Вельман, Р. Балбабян. «Тобол» финишировал на восьмом месте. Лучшим бомбардиром этого сезона стал Эдуард Глазунов, который забил четыре гола в двадцати трёх встречах.
В 2000 году «Тобол» занял седьмое место. Сохранив костяк команды и тренерский состав, «Тобол» укрепился новыми футболистами. В команду пришёл молодой 19-летний Нурбол Жумаскалиев. Тренерский коллектив остался в прежнем составе, которому помогал В. Трегубов. Впервые за последние годы количество забитых голов превысило количество пропущенных (42-39), девять из которых было на счету новобранца Жумаскалиева. Лучшим бомбардиром команды стал более опытный 32-летний Горналев, забивший на два гола больше.
В чемпионате-2001 «Тобол» занял 6-е место и вышел в полуфинал Кубка Казахстана. В этом сезоне в команду были приглашены нападающий Владимир Коссе из Молдовы, игрок средней линии Игорис Кириловас из Литвы. С приходом Константина Гальченко укрепилась и линия обороны. Жумаскалиев, кроме приза «Открытие сезона» и попадания в число 22-х лучших футболистов по итогам чемпионата, получил приглашение на просмотр в московский «Спартак». Валерий Гаркуша, забив в 26 матчах 8 голов, получил приглашение в национальную сборную и вошёл в список 22-х лучших. Лучшим бомбардиром стал Жумаскалиев (12). Это был последний сезон, когда на посту главного тренера находился Г. Макаренко, которому помогали Вельман, Балбабян и Трегубов.

### «Тобол» в 2002—2009 годах
В 2002 году тренерский штаб возглавил Рафик Оганесович Балбабян, которому помогали Валерий Вельман и Виктор Трегубов. В качестве тренера-консультанта был приглашён Борис Журавлёв. В команду пришли новые игроки: Андрей Шкурин, Азамат Ниязымбетов, Данияр Муканов, Алексей Герасимов, Нуркен Мазбаев. В среднем на стадион приходило по 4500 болельщиков.
В 2003 году впервые с момента участия в чемпионатах Казахстана на пост главного тренера в «Тобол» был приглашён специалист со стороны. До того команду в разные годы тренировали лишь местные, костанайские тренеры. Руководство клуба пригласило российского специалиста — Владимира Муханова. В качестве старшего тренера продолжил свою работу Трегубов. Кроме этого, в тренерский штаб вошли Вячеслав Комаров, Анатолий Пушков и закончивший карьеру Тимур Уразов. Место в воротах занял белорусский вратарь Валерий Шанталосов. В команду пришли Сергей Андреев, Олег Лотов, Зоран Амиджич. В средней линии появились Олег Головань, Сергей Капутин, Максим Шевченко. В нападение из саратовского «Сокола» перешёл Евгений Тарасов и Сергей Богданов из ижевского «Газовика-Газпрома». В ходе сезона команда уступила лишь в четырёх матчах, что стало рекордным на тот момент количеством проигранных матчей. Также рекордным стало и количество побед — 24 в 32 встречах. 11 ноября в Алматы «Тобол» впервые в своей истории играл в финале Кубка Казахстана. Однако трофей достался алматинскому «Кайрату». Нурбол Жумаскалиев по опросу, проведённому Футбольным союзом Казахстана, стал лучшим футболистом страны.
В ходе сезона 2004 года в качестве дублёра Шанталосова вернулся из «Акжайыка» в «Тобол» Андрей Ненашев. К линии обороны присоединился Максим Фокин из московского «Торпедо». Появились новые футболисты и в средней линии: Александр Чайка из «Динамо» СПб, Алексей Савельев из украинской «Ворсклы», Мурат Суюмагамбетов из «Ордабасы». Вернулся Максим Низовцев. В атакующей линии появился Улугбек Бакаев. Сезон начался неудачно, тремя ничьими подряд. 23 августа был установлен рекордный для клуба победный счёт 9:0 в матче против «Акжайыка». «Тобол» завоевал бронзовые медали и установил значительную разницу забитых и пропущенных мячей +60 (87-27). Особый вклад внесли Бакаев (22 гола), Жумаскалиев (19), Низовцев (17), Косолапов (12) — 70 голов на четверых. В межсезонье Владмир Муханов принял предложение возглавить столичный «Женис», куда вместе с наставником перешли Андреев и Косолапов. В 2005 году в качестве нового тренера был приглашён российский специалист Владимир Пачко. В «Тобол» пришли голкипер Андрей Морев, болгарский защитник Станимир Димитров, Андрей Харабара из «Нефтехимика», Игорь Юрин, Вячеслав Нурмагамбетов из иркутской «Звезды». Начало сезона 2005 сложилось неудачным образом. Было набрано всего лишь одиннадцать очков в семи турах.

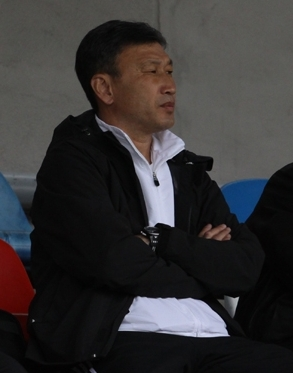
Под руководством Дмитрия Огая «Тобол» становился многократным призёром лиги и победителем Кубка Интертото

В мае 2005 года руководство команды решило расстаться с Пачко и пригласило на пост главного тренера казахстанского специалиста Дмитрия Огая. Вместе новым с новым наставником в тренерский штаб вошёл и тренер по физической подготовке Анатолий Бельский. В оставшихся 27 турах «Тобол» проиграл лишь однажды. В борьбе за чемпионство «Тобол» уступил «Актобе» одно очко, завоевав серебряные медали. Вновь лучшим бомбардиром команды стал Улугбек Бакаев, забивший 15 голов. Самым главным достижением сезона стал выход в Кубок УЕФА в следующем сезоне.
В межсезонье 2006 года в «Тобол» пришли вратари Андрей Цветков и Александр Петухов, полевые игроки Александр Фамильцев, Чингиз Абугалиев, Гани Баймбетов, Шамс Джумабаев, Азат Нургалиев, Сергей Скорых, Алексей Шапурин, к которым по ходу сезона добавились хорватский футболист Тончи Пирия и Муслим Агаев. Кроме этого, в тренерский штаб вошёл Аскар Кожабергенов. Четыре победы подряд в начале сезона возвели «Тобол» на первое место в турнирной таблице. Но в итоге команда получила только бронзу.
В межсезонье 2007 года команду пополнили вратарь Кирилл Прядкин, и защитники Фархатбек Ирисметов и Кайрат Нурдаулетов. Наиболее громким трансфером в межсезонье стал переход Руслана Балтиева из «Москвы». Кроме того, в команду пришли Талгат Сабалаков, Сергей Остапенко, Дидарклыч Уразов. Чемпионом стал «Актобе». «Тобол» опять стал вторым, но выиграл Кубок страны и стал одним из победителей Кубка Интертото. В список 22-х лучших футболистов по итогам сезона вошли сразу семь футболистов «Тобола»: Ирисметов, Димитров, капитан Нурдаулетов, Балтиев, Скорых, Жумаскалиев и Остапенко.
В сезоне 2008 в команду пришли вратарь Ярослав Багинский, защитники Валерий Тарасенко из «МТЗ-РИПО» и Владимир Яковлев из «Тараза», полузащитники Азамат Аубакиров из «Экибастузца» и Сабырхан Ибраев из «Иртыша», форварды Александр Голбан из румынского «Чахлаула» и Александр Петухов из «Текстильщика» Иваново. По ходу сезона к команде присоединился Данияр Кенжеханов. Однако на старт сезона снова был провален. После 30 туров «Тобол» и «Актобе» имели по 67 очков. По регламенту был назначен «золотой матч», который проходил на стадионе Центральный в Алматы (1:1, 3:5 — пен.). Матч проходил напряжённо: в основное время обе команды забили по одному голу (за «Тобол» — А. Голбан, за «Актобе» — С. Смаков), а в дополнительное время счёт не изменился. И лишь в серии пенальти игроки «Актобе» оказались более удачливыми. Таким образом, костанайцы вновь останавились в шаге от чемпионства.
Сезон-2009 стал последним для Дмитрия Огая в «Тоболе». Команда по итогам сезона заняла 4 место, этот результат стал худшим за последние годы. Директор клуба Николай Панин был отправлен в отставку. Вакантное место занял Халимжан Ержанов.

### «Тобол» с 2010 года

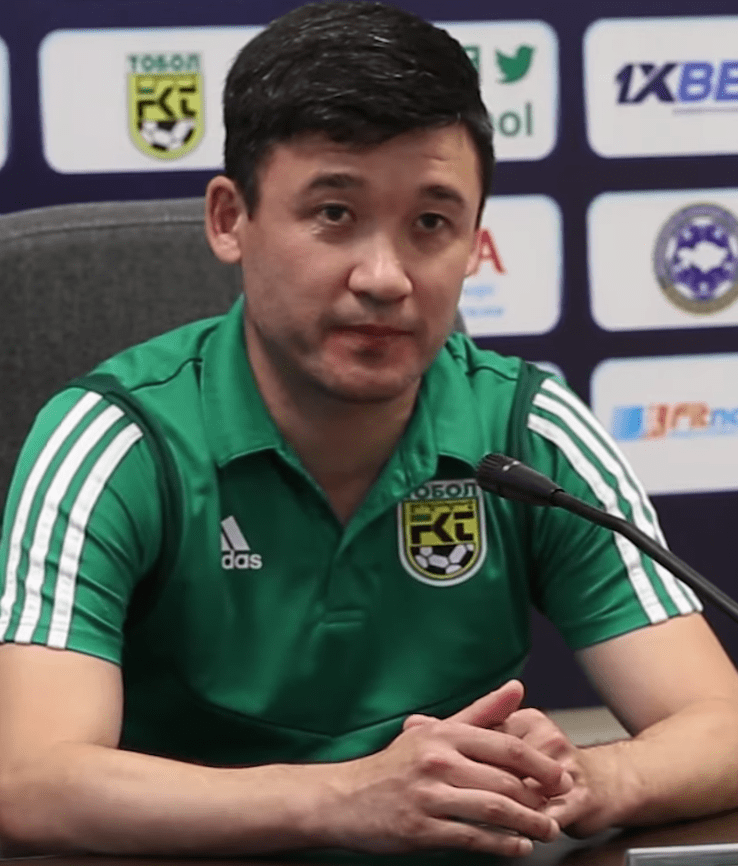
Нурбол Жумаскалиев провёл в «Тоболе» 18 сезонов и считается легендой костанайского клуба

3 декабря 2009 года Тобол возглавил Равиль Сабитов. По ходу чемпионата «Тобол» шёл уверенно, в Кубке вылетел в четвертьфинале, проиграв слабому на тот момент клубу «Ордабасы», из Лиги Европы «Тобол» вылетел в первом квалификационном раунде, проиграв дома и в гостях боснийскому «Зриньски». В 24 туре «Тобол» разгромил павлодарский «Иртыш» 4:0. После этого тура команда начала играть неудачно, проигрывая всем, в том числе и своему заклятому врагу «Актобе» (дома 2:5). Но команда смогла собраться и выиграла чемпионат впервые в своей истории. Халимжан Ержанов подал в отставку, и клуб назначил снова Николая Панина как директора клуба.
В новом сезоне Сабитов начал перестройку команды. Из «Тобола» ушли все лидеры прошлого сезона, с большинством не было подписано новое соглашение о контракте. По собственному решению ушёл любимец публики и капитан команды Нурбол Жумаскалиев, он перешёл в команду Хольгера Фаха «Локомотив». В январе впервые в своей истории «Тобол» сыграл на Кубке Содружества. В чемпионате команда плелась в нижней части турнирной таблице. В итоге руководство уволило Равиля Сабитова. На смену ему пришёл другой российский специалист Сергей Петренко, вместе с ним пришёл его давний друг и ассистент Александр Гостенин. «Тобол» не смог попасть в первую шестёрку сильнейших, проиграв на своём поле решающий матч чимкентскому «Ордабасы». Также команда вылетела из Лиги чемпионов. Была поставлена новая задача — выиграть все матчи во второй шестёрке и завоевать кубок Казахстана. 19 сентября во второй раз руководство «Тобола» отправила в отставку главного тренера. Исполнителем обязанности стал Александр Беляков, который до этого работал тренером по физподготовке. При его руководстве команда смотрелась лучше и дошла до финала кубка Казахстана, но уступила всё тому же «Ордабасы» с минимальным счётом. В итоге сезон оказался провальным по всем статьям и перестройка команды не удалась.
В декабре 2011 года после долгих переговоров новым главным тренером стал украинский специалист Вячеслав Грозный. В тренерский штаб вошёл украинский вратарь Игорь Шуховцев. В команду возвратился многолетний капитан Нурбол Жумаскалиев и опытный российский полузащитник с казахстанским паспортом Константин Головской. Ушёл Игорь Юрин (в павлодарский «Иртыш»). Позже были подписаны контракты с игроком сборной Молдовы Игорем Бугаёвым, македонским нападающим Менсуром Куртиши и игроком сборной Черногории Радославом Батаком, с крайним полузащитником «Актобе» Евгений Аверченко. До июля команда шла в лидерах, занимая места в первой тройке. Но в итоге костанайский клуб закончил сезон на 6 месте и вылетел из кубка Казахстана. Контракт с Грозным было решено продлить.
В сезоне 2013 года клуб возглавил местный специалист Сергей Масленов, клуб приобрёл ряд игроков хорошего уровня, по итогам сезона занял 7 место в таблице. В Кубке страны вылетел на стадии 1/4 финала от «Иртыша» (1:2). Лучшим бомбардирам стал Игорь Бугаёв с 13 забитыми мячами.
После провального начала сезона-2014 в апреле после отставки Масленова клуб возглавил Вардан Минасян. Итог — 7 место в таблице.
В январе 2016 года Дмитрий Огай вновь возглавил «Тобол». Команда неплохо начала сезон, победив «Акжайык» и «Шахтёр», но после домашнего поражения от принципиального соперника «Актобе» и вылета в 1/8 финала Кубка от «Кызылжара», руководство отправило Огая в отставку. Его преемником стал российский специалист Омари Тетрадзе, который провалил концовку сезона, и «Тобол» не попал в шестёрку сильнейших и занял лишь 7 место.
Сезон-2017 начался с ухода легенд клуба — Нурбола Жумаскалиева и Александра Петухова, что сильно разозлило болельщиков. В межсезонье клуб пополнил украинский вратарь Дмитрий Непогодов, по окончании сезона он был включён в символическую команду года. 27 июня Омари Тетрадзе был отправлен в отставку за неудовлетворительные результаты. На его место был приглашён другой российский специалист Роберт Евдокимов. В последней игре сезона «Тобол» принимал у себя «Атырау» и победил со счётом 2-0, поднявшись в тот момент на 4 место турнирной таблицы, что давало команде право выступать в еврокубках на следующий сезон. Но параллельно шёл матч «Иртыш» — «Шахтёр»: оставалась последняя минута, а счёт на табло был сухим — 0-0; но за 30 секунд до конца игры Карлуш Фонсека вырвал для павлодарцев победу, благодаря которой «Иртыш» опередил «тобольцев» на 1 балл и вышел в Лигу Европы. 30 ноября Роберт Евдокимов покинул команду. Однако путёвку в квалификацию Лиги Европы-2018/2019 «Тобол» всё-таки получил: ему было отдано место шымкентского «Ордабасы», который не прошёл лицензирование УЕФА в связи с нарушением финансового fair-play. Но воспользоваться этой возможностью и проявить себя в еврокубке не получилось: в первом раунде был пройден грузинский клуб «Самтредиа», однако костанайская команда проиграла во втором отборочном раунде армянскому «Пюнику», из-за правила «выездного гола».
Сезон 2018 года команда, ведомая новым главным тренером Мареком Зубом из Польши и капитаном Нурболом Жумаскалиевым, начала, не оставляя чемпионские амбиции.
В 2019 году клуб на протяжении всего чемпионата боролся за 1 место с «Кайратом», «Астаной» и «Ордабасы». Старт выдался удачным: 5 побед кряду. Затем были ничья с «Ордабасы», поражение в гостях у «Астаны» и победа над «Кайратом». Первую половину чемпионата клуб шёл на втором месте в таблице, а в середине — вышел и на первое, долго его удерживая (не считая нескольких колебаний). Однако за несколько туров до финиша он уступил первую строчку, а потом спустился ещё. В итоге «Тобол» завершил чемпионат страны на четвёртом месте, пропустив вперёд трёх основных соперников во главе со ставшими чемпионами «Астаной». В Кубке Казахстана костанайская команда дошла до полуфинала, проиграв по результатам двух матчей кызылординскому «Кайсару» с общим счётом 2:3. «Тобол» остался без еврокубков на следующий сезон. Лучшим бомбардиром клуба стал Азат Нургалиев с 10 голами в чемпионате.

### «Тобол» с 2020 года
В сезоне 2020 года «Тобол» возглавил Григорий Бабаян. «Тобол» зимой значительно изменился. Команду пополнили в числе прочих вратари Игорь Шацкий и Александр Мокин, защитники Темирлан Ерланов и Алекса Аманович, хавбек Серикжан Мужиков, нападающие Роман Муртазаев и Оралхан Омиртаев. Все они внесли свой вклад в завоевание «серебра». Однако значимую роль сыграли и прежние лидеры, такие как Джаба Канкава, Ника Квеквескири и Сенин Себаи. А капитан Азат Нургалиев в третий год подряд стал лучшим бомбардиром команды (5 голов). Первый круг «Тобол» провёл весьма неровно. Стартовал он с уверенной победы над «Шахтёром», а в конце августа, после второго рестарта чемпионата, убедительно переиграл «Астану». Но, в то же время, в поединке с «Кайратом» не нашёл контраргументов, уступил в номинально гостевом матче и «Кайсару», а «Ордабасы» и вовсе проиграл с неприличным счётом 0:4.
Летом 2020 года «Тобол» укрепился точечно и качественно. Из «Астаны» пришёл Сергей Малый, из «Шахтёра» — Жереми Манзорро, пополнил команду и бывший лидер «Иртыша» Карлуш Фонсека. Они не просто влились в состав, но и стали приносить результат. Манзорро провёл победные голы в обоих матчах с «Окжетпесом», а Малый — в поединке с «Кайсаром». Тяжёлым отрезком для команды Григория Бабаяна стал конец октября. С промежутком в четыре дня костанайцы вначале уступили «Астане» (0:1), а затем потерпели крупное поражение от «Кайрата» (0:4). На тот момент «Тобол» прочно завяз на четвёртом месте, на четыре очка отстав от «Астаны» и «Ордабасы». На следующий поединок с шымкентцами Григорий Бабаян сумел настроить своих подопечных, и они отпраздновав викторию со счётом 3:0. И попутно взяли реванш за проигрыш в первом круге. С этого матча началась новая успешная серия команды. Она одержала пять «сухих» побед кряду. За тур до финиша клуб оторвался от «Астаны» на пять очков, «Тобол» завоевал серебряные медали чемпионата Казахстана в пятый раз в своей истории, но за последние десять лет так высоко костанайцы ещё не забирались. Команда Григория Бабаяна показала худшие показатели по забитым мячам из команд первой шестёрки, но при этом в обороне ей не было равных. Да и 7 из 16-ти пропущенных мячей пришлись на долю «Кайрата». А в 12-ти поединках из 20-ти соперникам вообще не удалось поразить ворота «Тобола».

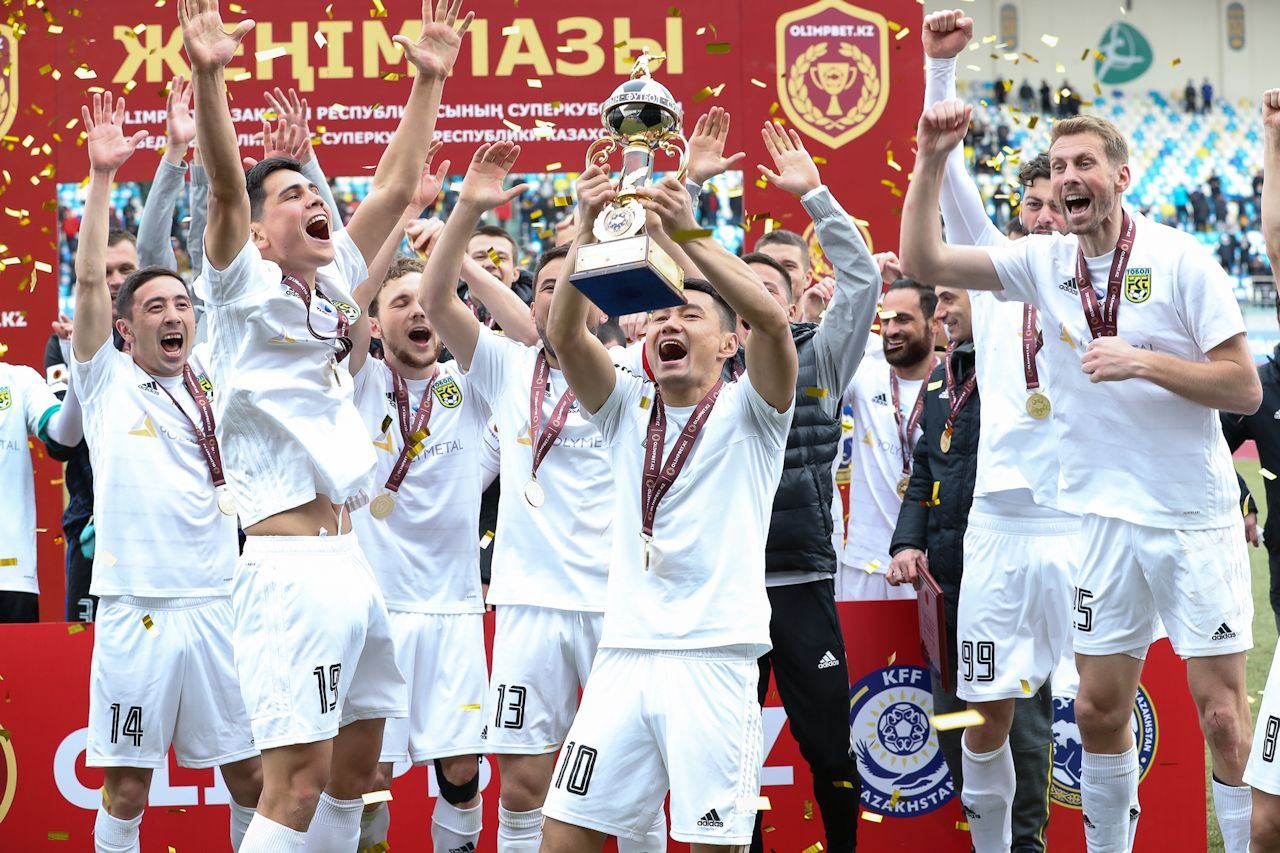
«Тобол» — обладатель Суперкубка Казахстана 2021 года

Сезон 2021 года начался с неожиданного формата проведения Суперкубка Казахстана. Участие в турнире 2021 года приняли 4 команды: победитель и призёры чемпионата Казахстана-2020 («Кайрат», «Тобол» и «Астана»), а также команда, занявшая 4-е место («Шахтёр») — вместо обладателя несостоявшегося Кубка Казахстана-2020. Все матчи прошли в городе Туркестан на стадионе «Туркестан-арена». В полуфинале «Тобол» сыграв в ничью с действующим чемпионом алматинским Кайратом — 3:3, выиграл в серии пенальти 4:2 и вышел в финал. В финале «Тобол» и «Астана» победителя также не определили, завершив матч со счётом 1:1. В серии пенальти «Тобол» оказался сильнее (5:4) и впервые в своей истории завоевал почётный трофей. В чемпионате 2021 года костанайцы стартовали не слишком ретиво — в первых восьми матчах они одержали всего четыре победы, правда, и уступили лишь однажды. На этом отрезке их не было даже в первой тройке. Поражение, которое «Тобол» потерпел от «Каспия» в конце апреля, так и осталось единственным в премьер-лиге для будущего чемпиона. В конце первого круга «Тобол» прибавил и завершил его на втором месте. В дальнейшем до перерыва в чемпионате костанайцы сыграли вничью только дважды, а в остальных случаях победили и возглавили пелотон — «Астана» такой стабильностью не отличалась.
К квалификации еврокубков команда подошла уже без Григория Бабаяна. Он получил предложение стать ассистентом Алексея Березуцкого в ЦСКА и согласился поработать на новом уровне. «Тобол» возглавил Александр Москаленко. С него сняли приставку «и. о.» только в начале августа. К этому моменту «Тобол» прошёл в квалификации Лиги конференций «Хайдук», несмотря на поражение со счётом 0:2 в гостевом матче. Но с «Жилиной» затем костанайцы не сладили, дважды уступив с общим счётом 0:6. К этому моменту «Тобол» остался без своего ударного нападающего. Неманья Николич в 17-ти матчах чемпионата провёл 8 мячей, однако в конце июля клуб неожиданно объявил о расторжении контракта с сербским нападающим. К слову, Николич так и остался лучшим бомбардиром команды в чемпионате. Во второй части сезона у команды Александра Москаленко уже не было матчей с «Астаной» и «Кайратом». «Тобол» потерял очки лишь в поединке с «Таразом», но вернулся на вершину после поражения «горожан» от алматинцев в предпоследнем туре и первое место не упустил. «Тобол» во второй раз в истории стал чемпионом Казахстана, спустя 11 лет после первого триумфа. Показатели у команды Александра Москаленко были чемпионские — она больше всех забила и меньше всех пропустила, одержала больше всех побед и потерпела лишь одно поражение. Несмотря на то что в Кубке Казахстана-2021 года «Тобол» дошёл до полуфинала, «Золотой хет-трик» команде оформить не удалось — она по всем статьям уступила «Шахтёру» в обоих полуфинальных матчах Кубка.
В сезоне 2023 года в квалификации Лиги конференций «Тобол» успешно преодолел три отборочных раунда, выбив из турнира, помимо финской «Хонки» и ирландского «Дерри Сити», швейцарский «Базель». Для выхода в групповой этап оставалось только пройти чешскую «Викторию», но соперник оказался сильнее. В Кубке Казахстана 2023 «Тобол» переиграл «Аксу», «Шахтёр» и «Атырау», а в финале одолел «Ордабасы» и завоевал этот трофей во второй раз в клубной истории.

### Статистика
в чемпионатах Казахстана
| Сезон | Соревнование | Место | Лучший бомбардир                                |
| ----- | ------------ | ----- | ----------------------------------------------- |
| 1992  | Высшая лига  | 13    | В. Вельман                                      |
| 1993  | Высшая лига  | 8     | О. Малышев                                      |
| 1994  | Высшая лига  | 10    | М. Низовцев                                     |
| 1995  | Высшая лига  | 12    | О. Малышев                                      |
| 1996  | Высшая лига  | 11    | О. Малышев                                      |
| 1999  | Высшая лига  | 8     | Э. Глазунов — 4                                 |
| 2000  | Высшая лига  | 7     | А. Горналев — 11                                |
| 2001  | Высшая лига  | 6     | Н. Жумаскалиев — 12                             |
| 2002  | Суперлига    | 3     | Н. Мазбаев — 9                                  |
| 2003  | Суперлига    | 2     | Н. Жумаскалиев — 16                             |
| 2004  | Суперлига    | 3     | У. Бакаев — 22                                  |
| 2005  | Суперлига    | 2     | У. Бакаев — 15                                  |
| 2006  | Суперлига    | 3     | Н. Жумаскалиев — 14                             |
| 2007  | Суперлига    | 2     | С. Остапенко — 10                               |
| 2008  | Премьер-лига | 2     | А. Голбан — 12                                  |
| 2009  | Премьер-лига | 4     | В. Байрамов — 20                                |
| 2010  | Премьер-лига | 1     | У. Бакаев — 16                                  |
| 2011  | Премьер-лига | 7     | С. Гридин — 13                                  |
| 2012  | Премьер-лига | 6     | Б. Джолчиев — 8                                 |
| 2013  | Премьер-лига | 7     | И. Бугаёв — 13                                  |
| 2014  | Премьер-лига | 7     | Т. Шимкович, Й. Йеслинек, Н. Жумаскалиев — по 5 |
| 2015  | Премьер-лига | 7     | Т. Шимкович, У. Калу, Н. Жумаскалиев — по 5     |
| 2016  | Премьер-лига | 7     | Сергей Хижниченко — 10                          |
| 2017  | Премьер-лига | 5     | Алексей Щёткин — 10                             |
| 2018  | Премьер-лига | 3     | Азат Нургалиев — 8                              |
| 2019  | Премьер-лига | 4     | Азат Нургалиев — 10                             |
| 2020  | Премьер-лига | 2     | Азат Нургалиев — 5                              |
| 2021  | Премьер-лига | 1     | Неманья Николич — 8                             |
| 2022  | Премьер-лига | 3     | Игорь Сергеев — 9                               |
| 2023  | Премьер-лига | 8     | Серж Дебле — 7                                  |

### История названия
| Годы       | Название       |
| ---------- | -------------- |
| ~ —1967    | «Торпедо»      |
| 1967—1981  | «Автомобилист» |
| 1982—1989  | «Энергетик»    |
| 1990—1991  | «Кустанаец»    |
| 1992—1994  | «Химик»        |
| 1995—н. в. | «Тобол»        |

## Рекордсмены «Тобола» в чемпионатах и первенствах Казахстана
| #  | Футболист           | Период               | Игр |
| -- | ------------------- | -------------------- | --- |
| 1  | Нурбол Жумаскалиев  | 2000—2018            | 448 |
| 2  | Азат Нургалиев      | 2006—2010, 2018—     | 221 |
| 3  | Данияр Муканов      | 2002—2010, 2013      | 217 |
| 4  | Александр Петухов   | 2006—2016            | 214 |
| 5  | Пётр Бадло          | 1999—2006            | 206 |
| 6  | Вячеслав Попырко    | 1991—1996, 1999—2000 | 194 |
| 7  | Олег Малышев        | 1991—1996, 1999—2001 | 186 |
| 8  | Олег Лотов          | 2003—2012            | 184 |
| 9  | Сергей Масленов     | 1991—1996, 1999—2002 | 175 |
| 10 | Багытбек Копжасаров | 1992—1996, 1999—2000 | 165 |

| #  | Футболист          | Период               | Голов |
| -- | ------------------ | -------------------- | ----- |
| 1  | Нурбол Жумаскалиев | 2000—2018            | 157   |
| 2  | Олег Малышев       | 1991—1996, 1999—2001 | 72    |
| 3  | Улугбек Бакаев     | 2004—2007, 2010      | 71    |
| 4  | Максим Низовцев    | 1992—1994, 2004—2005 | 70    |
| 5  | Азат Нургалиев     | 2006—2010, 2018—     | 49    |
| 6  | Валерий Гаркуша    | 1995—2007            | 32    |
| 7  | Игорь Бугаёв       | 2012—2015            | 29    |
| 8  | Валерий Вельман    | 1991—1994            | 26    |
| 9  | Владимир Байрамов  | 2009                 | 20    |
| 10 | Игорь Юрин         | 2005—2011, 2015      | 19    |

## Достижения

### Казахстан
Чемпионат Казахстана
- Чемпион (2): 2010, 2021
- Серебряный призёр (5): 2003, 2005, 2007, 2008, 2020
- Бронзовый призёр (5): 2002, 2004, 2006, 2018, 2022

Кубок Казахстана
- Обладатель (2): 2007, 2023
- Финалист (2): 2003, 2011

Суперкубок Казахстана
- Обладатель (3): 2021, 2022, 2024

### Международные
Кубок Интертото
- Победитель: 2007

#### Статистика в еврокубках
| Соревнование                  | Матчей | В  | Н | П  | МЗ | МП | РМ |
| ----------------------------- | ------ | -- | - | -- | -- | -- | -- |
| Лига чемпионов УЕФА           | 4      | 0  | 2 | 2  | 2  | 8  | -6 |
| Кубок УЕФА / Лига Европы УЕФА | 16     | 4  | 4 | 8  | 11 | 18 | -7 |
| Лига конференций УЕФА         | 13     | 6  | 2 | 5  | 15 | 14 | +1 |
| Кубок Интертото               | 12     | 8  | 1 | 3  | 16 | 8  | +8 |
| Итого                         | 45     | 18 | 9 | 18 | 44 | 48 | -4 |

#### Выступление в еврокубках
| Сезон     | Соревнование          | Раунд | Клуб               | Домашний матч | Матч в гостях | Общий счёт   |
| --------- | --------------------- | ----- | ------------------ | ------------- | ------------- | ------------ |
| 2003      | Кубок Интертото       | 1R    | Полония            | 2:1           | 3:0           | 5:1          |
| 2003      | Кубок Интертото       | 2R    | Сент-Труйден       | 1:0           | 2:0           | 3:0          |
| 2003      | Кубок Интертото       | 3R    | Пашинг             | 0:1           | 0:3           | 0:4          |
| 2006/2007 | Кубок УЕФА            | 1Q    | Базель             | 0:0           | 1:3           | 1:3          |
| 2007      | Кубок Интертото       | 1R    | Зестафони          | 3:0           | 0:2           | 3:2          |
| 2007      | Кубок Интертото       | 2R    | Слован Либерец     | 1:1           | 2:0           | 3:1          |
| 2007      | Кубок Интертото       | 3R    | ОФИ Крит           | 1:0           | 1:0           | 2:0          |
| 2007/2008 | Кубок УЕФА            | 2Q    | Дискоболия         | 0:1           | 0:2           | 0:3          |
| 2008/2009 | Кубок УЕФА            | 1Q    | Аустрия (Вена)     | 1:0           | 0:2           | 1:2          |
| 2009/2010 | Лига Европы УЕФА      | 2Q    | Галатасарай        | 1:1           | 0:2           | 1:3          |
| 2010/2011 | Лига Европы УЕФА      | 1Q    | Зриньски           | 1:2           | 1:2           | 2:4          |
| 2011/2012 | Лига чемпионов УЕФА   | 2Q    | Слован Братислава  | 1:1           | 0:2           | 1:3          |
| 2018/2019 | Лига Европы УЕФА      | 1Q    | Самтредиа          | 2:0           | 1:0           | 3:0          |
| 2018/2019 | Лига Европы УЕФА      | 2Q    | Пюник              | 2:1           | 0:1           | 2:2(г.в.)    |
| 2019/2020 | Лига Европы УЕФА      | 1Q    | Женесс             | 1:1           | 0:0           | 1:1(г.в.)    |
| 2021/2022 | Лига конференций УЕФА | 2Q    | Хайдук             | 4:1, д.в.     | 0:2           | 4:3          |
| 2021/2022 | Лига конференций УЕФА | 3Q    | Жилина             | 0:1           | 0:5           | 0:6          |
| 2022/2023 | Лига чемпионов УЕФА   | 1Q    | Ференцварош        | 0:0           | 1:5           | 1:5          |
| 2022/2023 | Лига конференций УЕФА | 2Q    | Линкольн Ред Импс  | 2:0           | 1:0           | 3:0          |
| 2022/2023 | Лига конференций УЕФА | 3Q    | Зриньски           | 1:1           | 0:1           | 1:2          |
| 2023/2024 | Лига конференций УЕФА | 1Q    | Хонка              | 2:1           | 0:0           | 2:1          |
| 2023/2024 | Лига конференций УЕФА | 2Q    | Базель             | 1:2           | 3:1           | 4:3          |
| 2023/2024 | Лига конференций УЕФА | 3Q    | Дерри Сити         | 1:0           | 0:1           | 1:1 (п. 6:5) |
| 2023/2024 | Лига конференций УЕФА | 4Q    | Виктория (Пльзень) | 1:2           | 0:3           | 1:5          |

#### Выступление в кубке чемпионов Содружества
| Сезон | Раунд    | Клуб     | Счёт | Результат |
| ----- | -------- | -------- | ---- | --------- |
| 2011  | Группа B | Бунёдкор | 2:1  | 3-е место |
| 2011  | Группа B | Мика     | 2:2  | 3-е место |
| 2011  | Группа B | Сконто   | 0:3  | 3-е место |

## Рекорды
- В первенстве Казахстана:
  - Самая крупная победа — 10:1 («Окжетпес», Кокшетау, 2007), 9:0 («Акжайык», Уральск, 2004).
  - Самое крупное поражение — 0:5 («Женис», Астана, 2002; «Иртыш», Павлодар, 2002).
- В кубке Казахстана:
  - Самая крупная победа — 5:1 («Кайрат», Алматы, 2019), 4:0 («Энергетик-2», Экибастуз, 2008)
  - Самое крупное поражение — 1:6 («Тараз», Тараз, 2022)
- В кубке Интертото УЕФА:
  - Самая крупная победа — 3:0 («Полония», Варшава, Польша, 2003; «Зестафони», Грузия, 2007),
  - Самое крупное поражение — 0:3 («Пашинг», Австрия, 2003).
- в Лиге чемпионов УЕФА:
  - Самое крупное поражение — 1:5 («Ференцварош», Венгрия, 2022/23)
- В кубке УЕФА/Лиге Европы УЕФА:
  - Самая крупная победа — 2:0 («Самтредиа», Грузия, 2018/19)
  - Самое крупное поражение — 1:3 («Базель», Швейцария, 2006/07); 0:2 («Дискоболия», Гроцлин, Польша, 2007/08; «Аустрия», Вена, Австрия, 2008/09; «Галатасарай», Стамбул, Турция 2009/2011).
- Лига конференций УЕФА
  - Самая крупная победа — 3:1 в основное время («Хайдук», Хорватия, 2021/22), 2:0 (Линкольн Ред Импс, Гибралтар, 2022/23)
  - Самое крупное поражение — 0:5 («Жилина», Словакия, 2021/22)

## Стадион
Матчи проводит на стадионе «Центральный». Построен в 1964, размеры игрового поля — 105×68 м, вместимость трибун — 10 500 мест (8 050 мест до августа 2017 года), пластиковые сиденья.

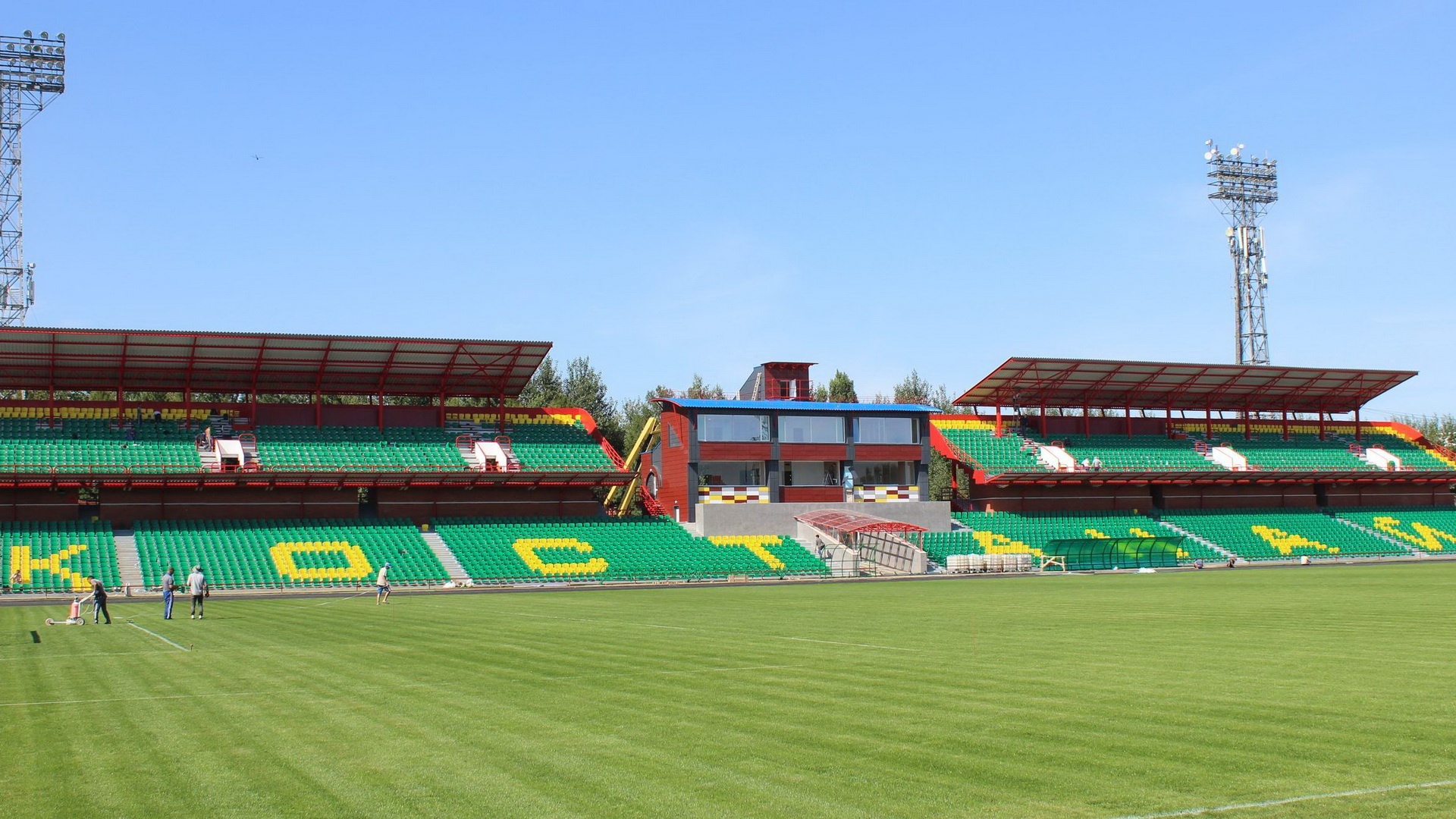
Вид на обновлённый «Центральный» после реконструкции

В 2004 году по немецкой технологии произведена замена покрытия футбольного поля и установлена автоматическая поливная система.
Электроосвещение главной арены стадиона осуществляется с четырёх специальных мачт. В 2008 году стадион оборудовали специальной подсветкой, которая теперь соответствует нормам УЕФА. Фонари трёх режимов освещённостью в 1200 Люкс сменили старые лампы в 200 люкс.
В 2010 году был построен запасной стадион «Затоболец», вместимость трибун — 2 000 сидячих мест.
В 2017 году стадион «Центральный» был реконструирован. Вместимость трибун увеличилось до 10 500 мест.
В марте 2019 года в Костанае открыта новая крытая футбольная арена с искусственным покрытием поля, на 3000 посадочных мест..

## Принципиальные соперники
Главным соперником «Тобола» является футбольный клуб «Актобе». Матчи между этими двумя клубами называют казахским «Эль Класико». Соперничество началось в середине 2000-х, когда матчи между костанайцами и актюбинцами начали иметь важное турнирное значение. В начале нулевых оба коллектива решали разные задачи: «Тобол» боролся за чемпионство, а «Актобе» находился в середине таблицы. Но в сезоне 2005 актюбинцы неожиданно стали чемпионами, обойдя костанайцев на одно очко. Многие болельщики «Тобола» по окончании чемпионата отозвались об «Актобе» как о «выскочке». Происходящие между фанатами обеих команд потасовки, только усиливают соперничество между клубами..
Другим принципиальным соперником был клуб «Целинник» из Целинограда (в последующем менял названия на «Женис», «Астана-1964»).

## Символика

### Клубные цвета
| Жёлтый | Зелёный |

## Команда

### Руководство и тренерский штаб
| Должность                          | Имя                      |
| ---------------------------------- | ------------------------ |
| Директор клуба                     | Сагиев Даулет Еркетаевич |
| Спортивный директор клуба          |                          |
| Главный тренер                     | Нурбол Жумаскалиев       |
| Ассистент главного тренера         | Иван Евич                |
| Тренер вратарей                    | Евгений Набойченко       |
| Тренер по физподготовке            | Евгений Антонов          |
| Врач                               | Вадим Иванов             |
| Массажист                          | Ярослав Алистратов       |
| Массажист                          | Михаил Базалик           |
| Медиа-офицер                       | Каскырбай Койшыманов     |
| Видеооператор                      | Роман Вельман            |
| Сотрудник по вопросам безопасности | Азамат Тулегенов         |

### Основной состав
| 1  | Флаг Казахстана | Вр  | Султан Бусурманов  | 1996 |  |  |  |  |  |
| 35 | Флаг Казахстана | Вр  | Юрий Мелихов       | 2003 |  |  |  |  |  |
| 44 | Флаг Казахстана | Вр  | Данил Устименко    | 2000 |  |  |  |  |  |
| 51 | Флаг Казахстана | Вр  | Давид Мухин        | 2006 |  |  |  |  |  |
|    |                 |     |                    |      |  |  |  |  |  |
| 3  | Флаг Казахстана | Защ | Роман Асранкулов   | 1999 |  |  |  |  |  |
| 5  | Флаг Франции    | Защ | Пап-Альюн Ндиайе   | 1998 |  |  |  |  |  |
| 15 | Флаг Черногории | Защ | Марко Вукчевич     | 1993 |  |  |  |  |  |
| 23 | Флаг Казахстана | Защ | Темирлан Ерланов   | 1993 |  |  |  |  |  |
| 33 | Флаг Казахстана | Защ | Иван Пивоваров     | 2007 |  |  |  |  |  |
| 38 | Флаг Казахстана | Защ | Аманжол Бакитжанов | 2007 |  |  |  |  |  |
| 55 | Флаг Сербии     | Защ | Иван Миладинович   | 1994 |  |  |  |  |  |
|    |                 |     |                    |      |  |  |  |  |  |
| 6  | Флаг Нигерии    | ПЗ  | Эдедем Эссьен      | 1998 |  |  |  |  |  |
| 7  | Флаг Казахстана | ПЗ  | Жаслан Жумашев     | 2001 |  |  |  |  |  |

| 8  | Флаг Казахстана | ПЗ  | Бейбит Галым       | 2004 |  |  |  |  |  |
| 10 | Флаг Марокко    | ПЗ  | Ахмед Эль-Мессауди | 1995 |  |  |  |  |  |
| 11 | Флаг Казахстана | ПЗ  | Ислам Чесноков     | 1999 |  |  |  |  |  |
| 13 | Флаг Грузии     | ПЗ  | Цотне Мосиашвили   | 1995 |  |  |  |  |  |
| 16 | Флаг Бразилии   | ПЗ  | Виктор Брага       | 2001 |  |  |  |  |  |
| 17 | Флаг Казахстана | ПЗ  | Александр Зуев     | 1996 |  |  |  |  |  |
| 18 | Флаг Казахстана | ПЗ  | Асхат Тагыберген   | 1990 |  |  |  |  |  |
| 21 | Флаг Болгарии   | ПЗ  | Радослав Цонев     | 1995 |  |  |  |  |  |
| 22 | Флаг Казахстана | ПЗ  | Мейрамбек Калмырза | 2002 |  |  |  |  |  |
| 27 | Флаг Казахстана | ПЗ  | Наурызбек Жагоров  | 1998 |  |  |  |  |  |
|    |                 |     |                    |      |  |  |  |  |  |
| 14 | Флаг Беларуси   | Нап | Николай Сигневич   | 1992 |  |  |  |  |  |
| 45 | Флаг Казахстана | ПЗ  | Алдияр Алтаев      | 2006 |  |  |  |  |  |
| 77 | Флаг Того       | Нап | Давид Энен         | 1996 |  |  |  |  |  |

№ 9 закреплён за полузащитником Нурболом Жумаскалиевым.

## Последние трансферы
| Поз. | Игрок                 | Прежний клуб      |
| ---- | --------------------- | ----------------- |
| Вр   | Данил Устименко***    | Кайрат            |
| Защ  | Марко Вукчевич***     | Борац (Баня-Лука) |
| Защ  | Мейрамбек Калмырза*** | Жетысу            |
| Защ  | Темирлан Ерланов***   | Ордабасы          |
| ПЗ   | Асхат Тагыберген***   | Ордабасы          |
| ПЗ   | Виктор Брага***       | Дебрецен          |
| ПЗ   | Данияр Усенов***      | Кайрат            |
| ПЗ   | Наурызбек Жагоров***  | Атырау            |
| Нап  | Николай Сигневич***   | Атырау            |

| Поз. | Игрок                | Новый клуб      |
| ---- | -------------------- | --------------- |
| Вр   | Стас Покатилов***    | Сабах           |
| Защ  | Альберт Габараев***  | Факел (Воронеж) |
| Защ  | Роман Божко***       | Кайсар          |
| Защ  | Тимур Жакупов***     | свободный агент |
| ПЗ   | Данияр Усенов*       | Актобе          |
| ПЗ   | Еркин Тапалов***     | Кайрат          |
| ПЗ   | Игор Иванович***     | Наньтун Чжиюнь  |
| ПЗ   | Нургайни Бурибаев*** | Каспий          |
| ПЗ   | Руслан Валиуллин***  | Кызыл-Жар       |
| Нап  | Педру Эужениу***     | свободный агент |
| Нап  | Руй Кошта***         | Фаренсе         |

* В аренду

** Из аренды

*** Свободный агент

## Финансы
В 2014 году выручка «Тобола» составила 1,4 миллиарда тенге, а в 2015-м — 1,5 миллиарда. В 2016-м «Тобол» показал выручку в 2,7 миллиарда тенге (в основном субсидии из бюджета), но затраты превысили 3 млрд тенге. Убыток за отчётный 2016 год составил 339 миллионов тенге. С того момента клуб трижды выставлялся на продажу.
Исполняющий обязанности руководителя Управления физической культуры и спорта Костанайской области Азамат Бегалин сообщил, что «на 2019 год бюджет футбольного клуба составил не менее 2,3 миллиардов тенге». Остальное, очевидно, приносит спонсорская помощь, организуемая акимом области Архимедом Мухамбетовым. Так за 2017 год она составила 727 375 000 тенге, в том числе: от АО «Варваринское» получено 234 млн тенге; от ГУ Куат РГОФКиС — 350 млн; от ТОО «Кубок» получена спортивная экипировка на сумму 142 млн тенге. Учитывая также спонсорскую поддержку АО «Polymetal», чей логотип красуется на футболках игроков, актуальный бюджет клуба может составлять как минимум 3,5 миллиарда тенге. Но ряд доходов и расходов клуба вызывает сомнения. Так агентские услуги обошлись костанайцам почти в 200 миллионов тенге, при том, что на приобретение игроков, согласно отчётности было потрачено всего 40 миллионов. В 2017 году был заключён договор с магазином «My Sport» о реализации спортивной атрибутики: было передано товара на сумму 214 млн тенге. Чистая выручка с продажи составила 83 млн тенге.

## Главные тренеры
- Геннадий Макаренко (1995—1996, 1999—2001)
- Рафик Балбабян (2002)
- Владимир Муханов (2003—2004)
- Владимир Пачко (с января по май 2005)
- Дмитрий Огай (май 2005 — декабрь 2009)
- Равиль Сабитов (декабрь 2009 — май 2011)
- Сергей Петренко (с июня по сентябрь 2011)
- Вячеслав Грозный (декабрь 2011 — декабрь 2012)
- Сергей Масленов (декабрь 2012 — апрель 2014)
- Вардан Минасян (апрель 2014 — апрель 2015)
- Сергей Масленов (апрель 2015 — декабрь 2016)
- Дмитрий Огай (январь — апрель 2016)
- Омари Тетрадзе (май — июль 2017)
- Роберт Евдокимов (июль — декабрь 2017)
- Владимир Никитенко (январь — июль 2018)
- Марек Зуб (август — декабрь 2018)
- Владимир Газзаев (январь — июль 2019)
- Нурбол Жумаскалиев (август — ноябрь 2019)
- Григорий Бабаян (2020 — июнь 2021)
- Александр Москаленко (август 2021 — май 2022)
- Милан Миланович (20 мая 2022 — 31 декабря 2022)
- Милич Чурчич (10 января 2023 — 10 июня 2024)
- Нурбол Жумаскалиев (10 июня 2024 — н. в.)

## Вторая команда
В 2006 и 2007 годах в первой лиге, а также Кубке Казахстана, играла команда «Тобол-2», с 2016 года во второй лиге участвует команда «Тобол U-21».